# Myth Syzer
Myth Syzer de son vrai nom Thomas Le Souder, né en 1989 à La Roche-sur-Yon est un compositeur, producteur de musique français et rappeur.
Il est membre et beatmaker attitré du collectif Bon Gamin.

## Biographie
Dans sa jeunesse, en maternelle il se lie d’amitié avec le combattant de MMA Ciryl Gane, avec qui il est encore à l’heure d’aujourd’hui le meilleur ami.Il se lance dans le beatmaking en 2007 et l'année 2010 marque le début de sa carrière de producteur. Il signe ses productions sous le pseudonyme Myth Syzer qui est inspiré d'un morceau du producteur américain J Dilla intitulé Mythsysizer.
Il entame dès 2011 sa carrière personnelle en sortant ses premiers projets instrumentaux, l'EP FuH en indépendant et l'album Fleep sur le label parisien Bunker Sounds. Il se fait remarquer du public en produisant les titres Fuck et Luther Burger sur la mixtape Prêt Pour L'Argent 1.5 du rappeur montpelliérain Joke.
La même année naît Bon Gamin, un collectif fondé aux côtés des rappeurs Loveni et Ichon sous lequel les trois artistes opèrent en commun. Le collectif se veut multidisciplinaire et regroupe également des artistes, des sportifs ou encore des vidéastes.
En 2012, il sort la mixtape From Paris With Love avec le rappeur de Harlem Perrion. Puis il se tourne vers Los Angeles en entrant dans les rangs du label Plug Research. Cette plateforme lui permet de mettre au jour trois EPs. Hyt en décembre 2012 puis 2nRemixes et zeRo en 2013. Ce dernier est remarqué grâce aux morceaux Clean Shoes et Bonbon à la menthe sur lesquels figurent respectivement le rappeur Prince Waly et la chanteuse Bonnie Banane.
Toujours en 2013, il publie au mois de mars la mixtape Stairway To Blackland en collaboration avec le rappeur Shvun Dxn du collectif Raider Klan et au mois de juillet le projet The Gold Situation aux côtés du producteur parisien Jimmy Whoo disponible gratuitement via le label Grande Ville Records.
Il signe en 2015 chez HuhWhat&Where Recordings, établi à Los Angeles également. Le label comprend dans son écurie des artistes ayant déjà collaboré avec Myth Syzer tels que Stwo et Kaytranada. Son passage y est des plus courts : il n’y sort qu’un EP en téléchargement libre, Porcelain.
En 2016, c’est chez Bromance Records, le label de Manu Barron et Brodinski, qu’il fait son entrée. Il y sort l'EP 4 titres Cerebral en collaboration avec Ikaz Boi, son ami de longue date. L’EP comprend deux morceaux instrumentaux et deux morceaux de rap sur lesquels les rappeurs Wicced et Hamza, respectivement américain et belge, posent leurs voix, le tout enregistré au Red Bull Studio de Paris.
Le rappeur français Prince Waly sort l'album Junior le 2 novembre 2016. Le projet contient des couplets des rappeurs de Bon Gamin, Ichon et Loveni et est entièrement produit par Myth Syzer.
Ses talents de producteur l’amènent à travailler pour le milieu de la mode. En octobre 2016, il crée la musique originale, accompagnée des paroles du rappeur Ichon, de la campagne de promotion Avoc is clowning de la collection Printemps-Été 2016 de la marque Avoc. En 2017, c’est avec la chanteuse et musicienne Ta-Ha et le producteur lilninety qu’il crée Palmeray, la bande sonore utilisée pendant le défilé pour la collection Printemps-Été 2017 de la marque Cottweiler.
Le 12 juillet 2017, le producteur dévoile le clip du morceau Le Code sur lequel figure les vocalistes Ichon, Bonnie Banane et Muddy Monk. Myth Syzer fait alors officiellement son entrée dans la chanson bien qu’il ait auparavant déjà posé sa voix sur des morceaux en solo comme Brazzer, Jet Ski, Audi ou encore Ghost.
Le Code est le premier single de l'album Bisous dévoilé le 27 avril 2018. L'album comprend des collaborations avec une multitude d'artistes dont Hamza, Jok'Air, Roméo Elvis, Lolo Zouaï, Doc Gynéco ou encore Clara Cappagli, la chanteuse du groupe Agar Agar.
Le 23 novembre 2018, Myth Syzer délivre le single Oups accompagné de Zed et Zefor du groupe de rap sevranais 13 Block. Le morceau sert de promotion pour annoncer la sortie de la mixtape Bisous Mortels qui sera dévoilée le 30 novembre. La mixtape est considérée par l'artiste comme une suite, bien plus sombre, de l'album Bisous. Comme dans l'album précédent, l'artiste est supporté par un groupe d'invités important comprenant Oldpee, Ateyaba, Lino, Zed, Zefor, Alkpote, Jok'air, Loveni, Ichon, Hamza, Leto, Take a Mic, Di-Meh et Slimka.
Durant l'été 2019, le beatmaker et ses compères Loveni et Ichon décident de dévoiler une mixtape commune sous leur entité Bon Gamin. Titrée Unreleased Mixtape 2016 - 2017, la tape sortie le 26 juillet compile une douzaine de morceaux enregistrés par les trois artistes quelques années auparavant. Elle est entièrement produite par Myth Syzer avec trois co-productions de PH Trigano, Ikaz Boi et Hamza. Ce dernier est également le seul vocaliste invité en figurant sur le titre Space Jam.
Le 10 février 2023, il sort l'album Poison. Lors de sa promotion, il fait part au public de sa volonté de devenir un artiste complet et souhaite donc grâce à ce projet passer du statut de beatmaker à rappeur. Myth Syzer qualifie ce projet d'Album de transition, une sorte de "mixture" s'inspirant de ses projets précédents et préparant le terrain pour ces prochains albums. Sortis presque 5 ans après son précédent projet "Bisous Mortels", Myth Syzer raconte s'être senti empoisonné pendant la période du covid. Son succès naissant, il ressentait le besoin de se ressourcer chez lui à La Roche-sur-Yon pour continuer à faire de la musique par passion sans se sentir forcé de le faire. Après avoir pris le temps pour réfléchir à la suite de sa carrière, il décide pour ne rien regretter et de passer sur le devant de la scène. C'est pourquoi nous retrouvons sa voix, pour la première fois, sur chacun des morceaux du projet. Toutefois avec des featurings finement sélectionnés comme : Arthur Teboul (Chanteur du groupe Feu Chatterton), Realo, Ichon, Muddy Monk et Loveni. Beaucoup de co-productions sont présentes sur cet album avec notamment : Kaytranada, Loubenski, Wladimir Pariente, Loveni, Epon, Arthur Teboul, Speedcross, M4TIC, Realo, Kams.

## Discographie

### Albums
- 2011 : Fleep [Bunker Sounds]
- 2018 : Bisous [Animal63]
- 2023 : Poison [Animal63]

### Mixtapes
- 2012 : From Paris With Love (en commun avec Perrion)
- 2012 : PUR (en commun avec Loveni)
- 2013 : Stairway To Blackland (en commun avec Shvun Dxn)
- 2018: Bisous Mortels [Animal63]
- 2024: HARD

### EPs
- 2011 : FuH
- 2011 : Ilha
- 2012 : Ilha Part.2
- 2012 : Alone
- 2012 : HYT [Plug Research Records]
- 2013 : The Gold Situation (en commun avec Jimmy Whoo)
- 2013 : 2nRemixes [Plug Research Records]
- 2013 : zeRO [Plug Research Records]
- 2015 : Porcelain [HuhWhat&Where Recordings]
- 2015 : Separating Da Real From Da Fake 2000
- 2016 : Cerebral (en commun avec Ikaz Boi) [Bromance Records]
- 2016 : Believe

### Singles
- 2014 : Funeral (en commun avec Ikaz Boi)
- 2017 : Ghost [Bon Gamin Ent.]
- 2017 : Le Code (feat. Bonnie Banane, Ichon & Muddy Monk) [Animal63]
- 2017 : Coco Love (feat. Ichon) [Animal63]
- 2018 : Austin Power (feat. Lolo Zouaï) [Animal63]
- 2018 : Sans toi (feat. Hamza) [Animal63]
- 2018 : Oups (feat. Zed & Zefor) [Animal63]
- 2020: Nirvana [Animal63]
- 2020: Vanessa [Animal63]
- 2022: Smoke [Animal63]
- 2022: Get Out
- 2022: Rodéo
- 2022: Loup

PRODUCTEUR
2024: METTALICA FEAT SDM

## Filmographie
- 2024 : Numéro 10 de David Diane : lui-même